# ライナーネットワーク
株式会社ライナーネットワークは、北海道旭川市・近郊で週2回発行しているフリーペーパー「ライナー」（ブランケット版、8～16ページ）の発行元で、ポータルサイト LINER WEB、求人情報サイト ライナージョブの運営元。 
2021年6月現在、毎週火・金曜日に旭川市、富良野市、深川市、東神楽町、東川町、鷹栖町、当麻町、上富良野町、美瑛町、比布町、上川町、幌加内町に17万部（公称）を無料配布。約640名の配布員を組織し、自社で各戸へのポスティングを行う。また、農業地域などには拠点設置で広域をカバーしている。
旭川市内の企業や官公庁が出稿をよせる広告情報紙。飲食店、求人、不動産、ファッションなど掲載ジャンルは幅広い。旬の特集や記事、市民ニュースが盛り込まれ、生活に根付いている。
株式会社銀座センタービル（通称・銀ビル）を経営していた安井一雄が1984年に創刊。発刊時は「ニューライナー」のタイトルであった。発刊からの経緯が『新・生活情報紙-フリーペーパーのすべて』（山中茉莉、2001年、電通、ISBN 4885531446）で取り上げられている。

## 沿革
- 1984年（昭和59年）
  - 安井一雄、安井清吉共同代表取締役にて｢株式会社旭川タイムス｣を創業。所在地は旭川市3条通15丁目銀ビル3F
  - 日曜除く日刊のテレビラジオガイド｢ニューライナー｣復刊（5/11）
  - 第100号発行（9月）
  - 週4回(月水木金)の発行に（9月）
- 1985年（昭和60年）
  - 創刊1周年
  - 週3回(火木金)の発行に（2月）
  - ｢旭川市民情報紙 ニューらいなぁサンデー版｣をタブロイドで発行　※同年7/14号で終了
- 1986年（昭和61年）
  - 旭川市南8条通24丁目に移転 （4月）
- 1989年（平成元年）
  - 旭川市3条通15丁目銀ビル7Fに移転（1月）
  - 分社化した株式会社ゼストシステムに配布管理部門を業務移行（1月）
  - 創刊5周年
  - 週3回(月水金)の発行に （3月）
  - 紙名を｢ライナーネットワーク｣に変更
- 1990年（平成2年）
  - 発行1000号（11月）
- 1994年（平成6年）
  - 創刊10周年
- 1996年（平成8年）
  - 配布管理部を社内へ統合 （8月）
  - 代表取締役 安井一雄 死去（9月）
  - 週2回(火金)の発行に（11月）
- 1998年（平成10年）
  - ホームページ｢ライナーNET｣を開設（12月）
- 1999年（平成11年）
  - 社内コンペにより｢ライナー｣ロゴ完成（4月）
  - 創刊15周年
  - 発行2000号（3月）
  - 一般公募よりライナー紙イメージキャラクター｢Jack(ジャック)｣誕生（10月）
- 2003年（平成15年）
  - 社名を｢株式会社ライナーネットワーク｣に変更（5月）
- 2004年（平成16年）
  - 創刊20周年
- 2005年（平成17年）
  - 現住所 旭川市5条通10丁目に移転（1月）
  - ライナー紙 マスコットキャラクター｢まみむ｣誕生（1月）
  - 毎月第2金曜日に本紙と別にフルカラー版ライナーを発行（1月）※同年12月まで
  - 紙名を｢ライナー｣に変更（5月）
  - 鷹栖町配布開始（7月）
  - 鷹栖町、東神楽町にライナー設置ステーション誕生（12月）
- 2006年（平成18年）
  - 当麻町、東川町にライナー設置ステーション誕生
- 2007年（平成19年）
  - 富良野市、深川市、美瑛町にライナー設置ステーション誕生
- 2008年（平成20年）
  - 比布町にライナー設置ステーション誕生（3月）
  - 東神楽町配布開始（6月）
  - 東川町配布開始（7月）
  - 紙面を全ページ フルカラーに（10月）
- 2009年
  - マーケティング部設立※現IT事業部（1月）
  - 創刊25周年を記念して｢あさひかわ会社対抗のど自慢｣開催（8月）
  - 創刊25周年を記念して｢ライナーファーム収穫祭｣開催（10月）
  - 創刊25周年
  - ｢ブラックまみむ｣誕生（2月）
  - 発行3000号（4月）
  - 当麻町配布開始（7月）
- 2010年平成22年
  - ｢あさひかわ会社対抗のど自慢｣開催（7月）
  - 北の恵み 食べマルシェに｢ラブスイーツショップ｣を出店（9月）※2019年第10回まで毎年参加
  - 上野ファームにて「感謝祭」開催（9月）
  - 比布町配布開始（6月）
- 2011年（平成23年）
  - 道北地域のポータルサイト｢ライナーウェブ　LINER WEB ｣を開設（4月）
  - 会社サイトを開設（4月）
  - ｢あさひかわ会社対抗のど自慢｣開催（8月）
  - 北の恵み 食べマルシェに｢ラブスイーツショップ｣を出店（9月）
  - ライナーウェブ会員向けメールマガジン ｢ライナーウェブ通信」配信開始（10月）
  - 上野ファームにて「感謝祭」開催（10月）
- 2012年（平成24年）
  - ｢あさひかわ会社対抗のど自慢｣開催（7月）
  - 北の恵み 食べマルシェに｢ラブスイーツショップ｣を出店（9月）
  - 東川町キトウシ森林公園で｢ライナー感謝祭2012｣開催（9月）
  - 旭川市暮らしの便利帳を委託配布※一部（11月）
  - 上川町、愛別町にライナー設置ステーション誕生（2月）
  - 上富良野町、中富良野町にライナー設置ステーション誕生（4月）
  - 士別市、名寄市、剣淵町、和寒町にライナー設置ステーション誕生（9月）
- 2013年（平成25年）
  - 家庭ごみ分別収集カレンダーを委託配布（3月）
  - 東川町キトウシ森林公園で｢ライナー感謝祭2013｣開催（6月）
  - ｢あさひかわ会社対抗のど自慢｣開催（8月）
  - 北の恵み 食べマルシェに｢ラブスイーツショップ｣を出店（9月）
  - 第54回旭川冬まつり有志参加（2月）
- 2014年（平成26年）
  - 創刊30周年を記念して地域活性化｢梯子酒イベント｣を旭川5･7小路ふらりーとで実施（1月）
  - 家庭ごみ分別収集カレンダーを委託配布（3月）
  - ｢パリ街DE梯子酒｣を実施（5月）
  - 創刊30周年を記念して旭川駅前広場で｢まるごと旭川｣イベント開催（7月）
  - あさひかわ会社対抗のど自慢｣開催 （8月）
  - 北の恵み 食べマルシェに｢ラブスイーツショップ｣を出店（9月）
  - ｢さんぱち界隈DE梯子酒｣を実施（11月）
  - 創刊30周年
- 2015年（平成27年）
  - 地酒DE梯子酒｣を実施（2月）
  - 子連れでおでかけスポット登録事業を受託（8月）
  - ｢銀座DE梯子酒｣を実施（8月）
  - 北の恵み 食べマルシェに｢ラブスイーツショップ｣を出店（9月）
  - 旭川市公式ホームページ｢あさひかわこどもーる｣サイト公開（10月）
- 2016年（平成28年）
  - 家庭ごみ分別収集カレンダーを委託配布（3月）
  - ｢酔桜会DE梯子酒｣を実施（5月）
  - 北の恵み 食べマルシェに｢ラブスイーツショップ｣を出店（9月）
  - 旭川市暮らしの便利帳を委託配布（11月）
- 2017年（平成29年）
  - 旭川市｢ワーク・ライフ・バランス推進事業者表彰｣を受賞（2月）
  - 東神楽町暮らしの便利帳を委託配布※一部（2月）
  - 北の恵み 食べマルシェに｢ラブスイーツショップ｣を出店（9月）
  - 美瑛町配布開始（10月）
- 2018年（平成30年）
  - 事業拡大と社員増加に伴い、社屋増築（4月）
  - 北の恵み 食べマルシェに｢ラブスイーツショップ｣を出店（9月）
- 2019年（令和元年）
  - 旭川市洪水ハザードマップを委託配布（3月）
  - 家庭ごみ分別収集カレンダーを委託配布（3月）
  - 旭川市暮らしの便利帳を委託配布（5月）
  - 会社サイトをリニューアル（8月）
  - 創刊35周年
  - 幌加内町にライナー設置ステーション誕生（1月）
  - 発行4000号（3月）
- 2020年（令和2年）
  - 求人情報サイト｢ライナージョブ｣オープン（3月）
  - 旭川テイクアウトができるお店ページを制作（3月）
  - 家庭ごみ分別収集カレンダーを委託配布（3月）
  - マタニティランチサポート事業の受託（5月）
  - 期間限定ライナーECショップをオープン（12月）
- 2021年（令和3年）
  - 旭川冬まつり実行委員会より「みんなの冬」事業を受託（2月）
  - 旭川冬まつり公式ホームページ｢旭川冬まつり｣サイト公開（2月）
  - アサヒカワBeautyパス販売（3月）
  - 家庭ごみ分別収集カレンダーを委託配布（3月）
  - 安井清吉 代表取締役社長、取締役会長に就任（4月）
  - 安井拓人 代表取締役専務、代表取締役社長に就任（4月）